# Calle Balcarce (Tucumán)
La Calle Juan Ramón Balcarce es una calle de San Miguel de Tucumán, Tucumán, Argentina. Se extiende desde la avenida 24 de septiembre y Mariano Moreno, hasta la colectora de la avenida de circunvalación al poseer un tramo en Las Talitas. Lleva el nombre de Juan Ramón Balcarce, quien fuera un político y militar argentino que participó en las guerras por la independencia y las guerras civiles argentinas.

## Historia
La calle fue creada tras el trazado original de la ciudad en 1685, siendo extendida hacia el norte tras el ensanche de 18,30 metros de ancho de las calles de la ciudad en la intendencia de José Padilla en 1887. Durante el siglo XX se asentaron en la calle diversas instituciones y lugares como el Gimnasio 24 de septiembre (lugar del primer partido disputado por el Club Atlético Tucumán), el Hospital Centro de Salud o el Complejo Deportivo General Muñoz.
En 2009 se realizaron obras de repavimentación sobre la arteria en sector entre San Martín y Santiago del Estero. Además, se construyeron nuevos bocacalles en todos los cruces de la calle. Históricamente, la calle tuvo un perfil residencial de casas de una o dos plantas, aunque en la actualidad se construyeron diversos edificios residenciales sobre la calle.

## Sitios de Interés
A lo largo de esta calle se desarrollan varios lugares de interés y emblemáticos:
- Colegio Santa María
- Sanatorio Parque
- Clínica del Pilar
- Colegio Nueva Concepción
- Hospital Centro de Salud
- Plazoleta Italia
- Complejo Deportivo Gral. Muñoz
- Caps. Las Talitas